# Зіневич Олександр Миколайович
Олександр Миколайович Зіневич (2 березня 1979, м. Київ, СРСР) — український хокеїст, лівий нападник.

## Життєпис
Олександр Зіневич народився 2 березня 1979 року в Києві. Вихованець київського Сокола.
Виступав за українські клуби ШВСМ (Київ), ХК «Сокіл» (Київ), «Беркут-ППО» (Київ), «Беркут-Київ», ХК «Компаньйон» (Київ), ХК «Барс» (Бровари), ХК «АТЕК» (Київ).
Також провів декілька сезонів за океаном у Американській Хокейній Лізі та Хокейній лізі Східного узбережжя. Виступав за італійський ХК «Варезе» та білоруський ХК «Німан» з Гродно.
Збірні України
Виступав за Національну збірну України на Чемпіонаті світу з хокею із шайбою 1997 року (група С) та Чемпіонаті світу з хокею із шайбою 1998 року (група В).
У складі національної збірної України провів 21 матч (8+8); учасник чемпіонату світу 2002 року (6 матчів, 0+0) та 2003 року (3 матчі 1+0).
Виступав за Юніорську та Молодіжну збірну України.
Нині виступає в Аматорській хокейній лізі за ХК «Фенікс».
Досягнення
- Золото Чемпіонату України 2009-10
- Срібло Чемпіонату України 2005-06
- Срібло Чемпіонату України 2006-07
- Срібло Чемпіонату України 2007-08

- Найкращий бомбардир Чемпіонату України з хокею 2006—2007.
- Найкращий нападник СЄХЛ у сезоні 1997—98.
- Входив у Команду усіх зірок СЄХЛ у сезоні 1997—98 та 1998—99